# FC Gaïtcha
Gaïtcha FCN ist ein Fußballverein aus Nouméa, der Hauptstadt Neukaledoniens. Seine Heimspiele trägt der vierfache Landesmeister im Stade Numa-Daly aus. Der jüngste Erfolg war der Sieg des Coupe de Nouvelle-Calédonie 2011, bei dem man gegen AS Magenta mit 2:0 im Finale gewann. 2016 folgte dann der Abstieg in die Zweitklassigkeit.

## Erfolge
- Super Ligue: 2

Meister 1999, 2013
- Coupe de Nouvelle-Calédonie: 2

Sieger 1999, 2011
- Promotion d’Honneur Süd: 1

Meister 2008/09